# عدنان ماريتش
عدنان ماريتش (بالسويدية: Adnan Marić)‏ هو لاعب كرة قدم سويدي في مركز الوسط، ولد في 17 فبراير 1997 في غوتنبرغ في السويد. لعب مع سوانزي سيتي وغايس غوتنبرغ.

## وصلات خارجية
- عدنان ماريتش على موقع اتحاد السويد (السويدية)
- عدنان ماريتش على موقع قاعدة بيانات كرة القدم.إي يو (الإنجليزية)
- عدنان ماريتش على موقع Soccerway.com (الإنجليزية)
- عدنان ماريتش على موقع أوليمبيديا (الإنجليزية)
- عدنان ماريتش على موقع اللجنة الأولمبية السويدية (السويدية)